# Amparo (São Tomé)
Amparo é uma aldeia de São Tomé e Príncipe, localiza-se no Distrito de Cantagalo, ilha de São Tomé, próxima às localidades de São Lourenço e de Colónia Açoriana.  